# Necrópole Rochosa de Pantalica
A Necrópole Rochosa de Pantalica é uma necrópole enorme na Sicília com mais de 5.000 tumbas datadas dos Séculos XIII ao VII a.C. Pantalica está situada nos vales dos rios Anapo e Calcinara, entre as cidades de Ferla e Sortino no sudeste da Sicília. Junto com a cidade de Siracusa, Pantalica foi incluída no Patrimônio Mundial da UNESCO.

## Geografia

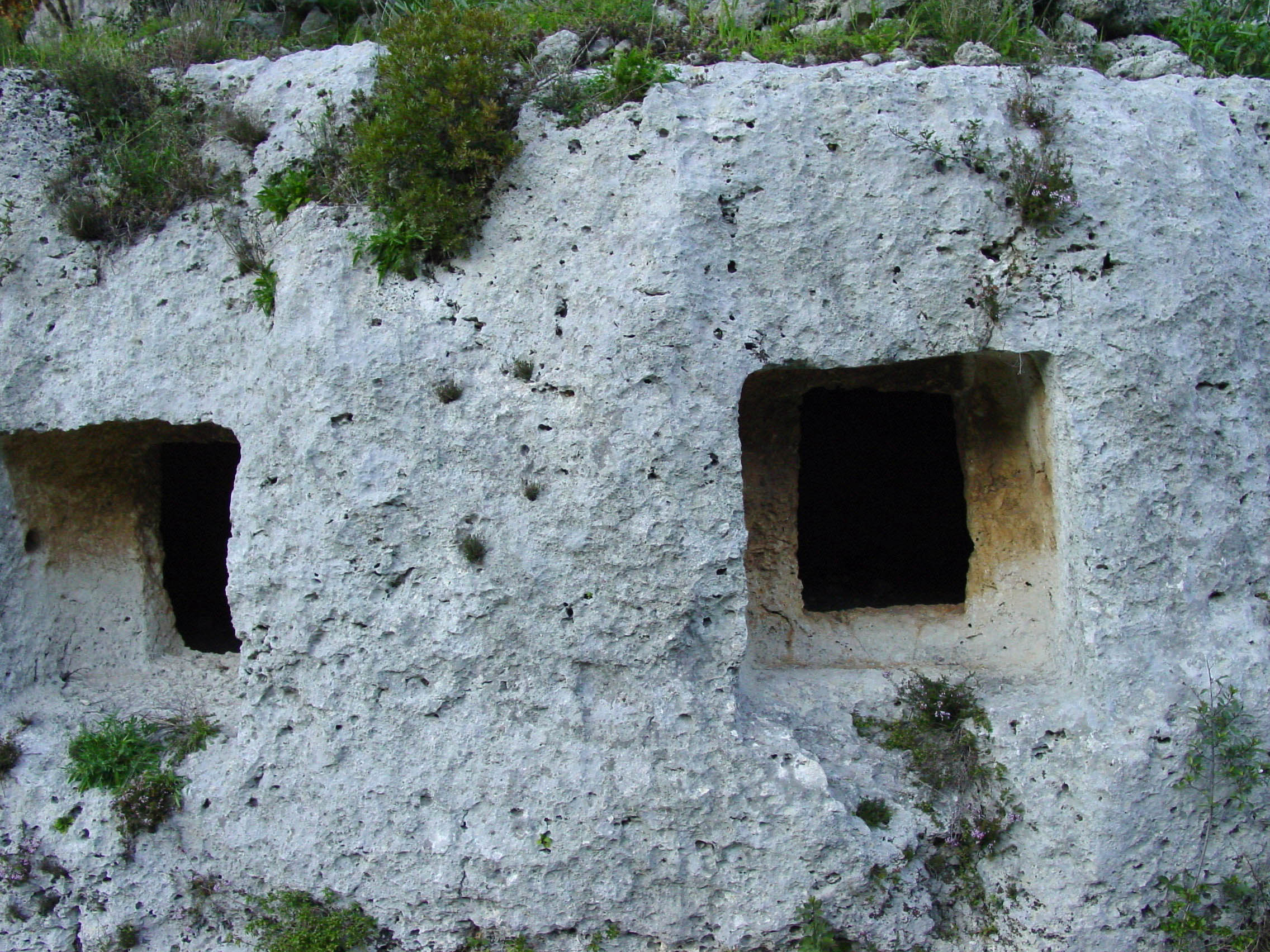
Tumbas em Pantalica

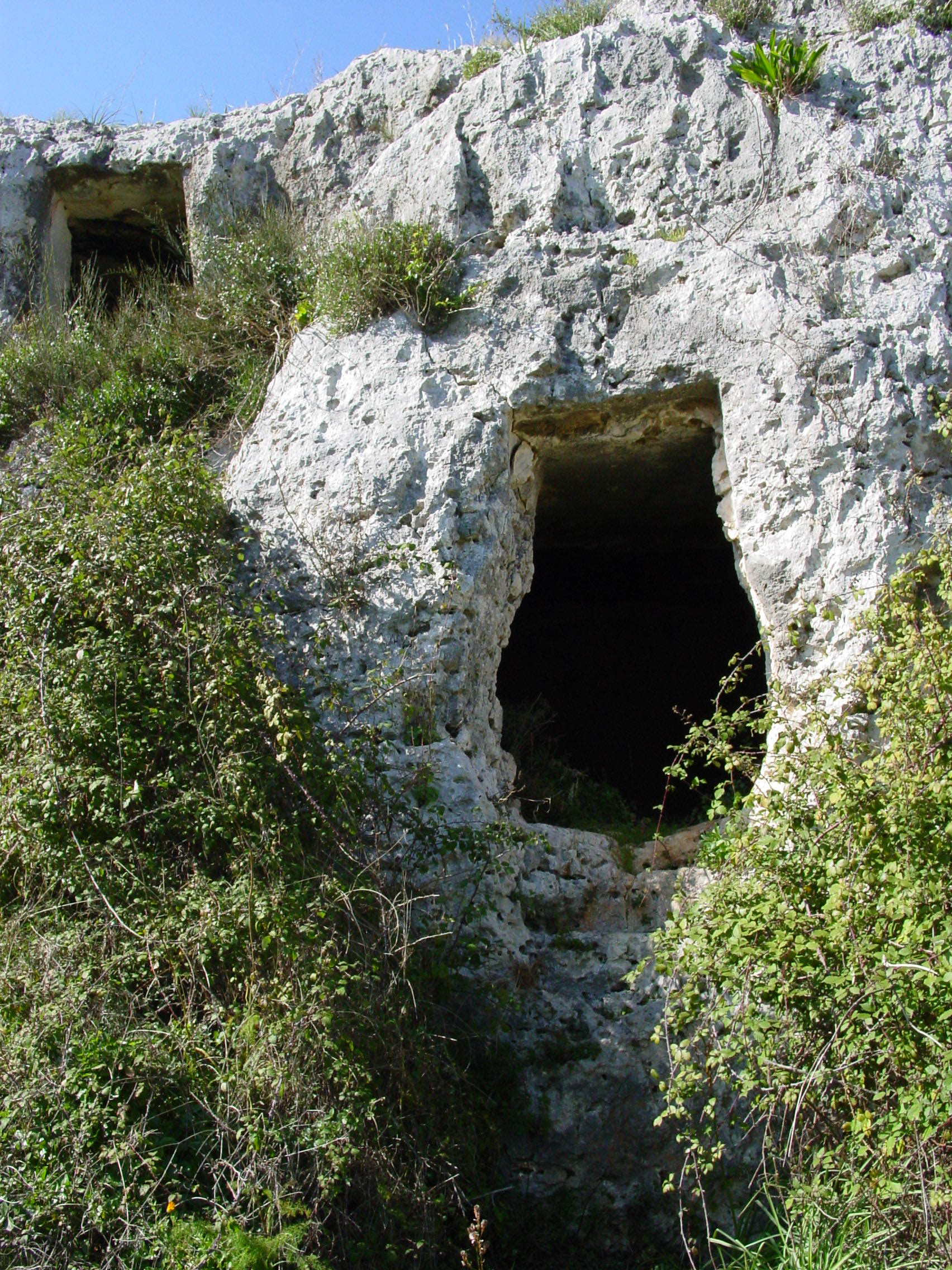
Entrada de uma tumba

Pantalica está localizada em um platô envolto por cânions formado pelos rios Anapo e Calcinara. É uma área natural importante com vários acessos a visitantes. O Vale Anapo é acessível por uma trilha com cerca de 10km na aintga rota entre Siracusa e Vizzini. A rota ao platô também pode ser feita pela Sella di Filiporto, começando da região de Ferla ou, pelo outro lado, em Sortino, que leva à Grotta dei pipistrelli (Caverna dos morcegos).

## Necrópole de Pantalica
Pantalica é coberta por uma necrópole que cobre uma grande área:
- Necrópole di Filiporto (9km de Ferla) é coberta por uma vasta quantidade de tumbas e se estende sobre as colinas, Anapo e sobre as áreas construídas por último da cidade (Séculos XIII a IX a.C.)
- Necrópole di Nord-Ovest  é uma das mais antigas na área (Séculos XII a XI a.C.)
- Necrópole della Cavetta apresenta vestígios do Século IX e VIII a.C., bem como construções do Império Bizantino.
- Necrópole Nord é a mais vasta, datada dos Séculos XII e XI a.C.

O Palazzo dell’Anaktoron é uma construção megalítica de grandes pedras, com diversos cômodos retangulares e o que parece ser uma imitação de palácio micênico onde alguns pesquisadores formularam a hipótese de que estes foram locais de trabalhos dos micênicos na Sicília.